# Coupe d'Irlande féminine de football 2014
Navigation
Édition précédente Édition suivante
La Coupe d'Irlande féminine de football féminin est la 26e édition de la Coupe d'Irlande féminine de football. Cette compétition est organisée par la Fédération d'Irlande de football. 
Raheny United reporte la compétition en battant en finale DLR Waves FC sur le score de 2 buts à 1 après prolongations.

## Déroulement de la compétition
Quatre tours sont organisés pour déterminer le vainqueur de la compétition.

### Nombre d'équipes par divisions et par tour
11 équipes participent à cette édition de la Coupe d'Irlande.

## Premier tour
Les matchs se déroulent le 10 août 2017 sur le terrain du premier tiré au sort. Cinq équipes sont exemptées par tirage au sort de ce premier tour : Castlebar Celtic, Douglas Hall LFC, Galway WFC, Peamount United et Raheny United.
| Club recevant              | Score | Club visiteur              |
| -------------------------- | ----- | -------------------------- |
| Ballina Town FC            | 1-5   | Castlebar Celtic           |
| Wexford Youths Women's AFC | 7-0   | Cork Women's Football Club |
| DLR Waves FC               | 23-1  | Shelbourne WFC             |

## Quarts de finale
Les matchs se déroulent le 7 septembre 2014
| Club recevant    | Score | Club visiteur              |
| ---------------- | ----- | -------------------------- |
| Douglas Hall LFC | 0-2   | Castlebar Celtic           |
| Galway WFC       | 1-3   | Raheny United              |
| Peamount United  | 0-3   | Wexford Youths Women's AFC |
| DLR Waves FC     | 9-0   | Lifford Ladies FC          |

## Demi-finales
| Demi-finale 1  | DLR Waves FC | 3-0 | Castlebar Celtic |  |
| 5 octobre 2014 |              |     |                  |  |

| Demi-finale 2  | Raheny United | 3-2 a. p. | Wexford Youths Women's AFC |  |
| 5 octobre 2014 |               |           |                            |  |

## Finale
| Finale          | DLR Waves FC | 1-2 a. p. | Raheny United | Aviva Stadium |
| 2 novembre 2014 |              |           |               |               |